# Istenszülő bevezetése a templomba fatemplom (Barcánfalva)
A barcánfalvi Istenszülő bevezetése a templomba fatemplom műemlékké nyilvánított épület Romániában, Máramaros megyében. A romániai műemlékek jegyzékében az  MM-II-m-A-04517 sorszámon szerepel, és egyike annak a nyolc máramarosi fatemplomnak, amelyek 1999-ben világörökséggé váltak.